# U Bezděkova
U Bezděkova je přírodní památka poblíž obce Nové Město na Moravě v okrese Žďár nad Sázavou v nadmořské výšce 610–620 metrů. Oblast spravuje AOPK ČR – RP SCHKO Žďárské vrchy. Důvodem ochrany je lokalita šafránu bělokvětého (Crocus albiflorus).